# 마정초등학교 (충남)
마정초등학교(馬井初等學校)은 대한민국 충청남도 부여군에 있는 공립 초등학교이다.

## 학교 연혁
- 1944. 03. 31 남성공립국민학교 마정분교장 설립 인가
- 1949. 12. 31 마정공립국민학교 설치인가
- 1950. 04. 15 마정국민학교 개교
- 1981. 03. 01 마정국민학교 병설유치원 인가(1학급)
- 1986. 03. 01 특수학급 설치인가(1학급)
- 1996. 03. 01 마정초등학교 교명 변경
- 2010. 02. 19 제61회 졸업(졸업생 총수 3,441)
- 2010. 03. 01 7학급 편성(특수학급 1학급 포함)
- 2015. 02. 14 제66회 졸업(졸업생 2명)
- 2015. 03. 01 7학급 편성(특수학급 1학급 포함)
- 2025. 03. 01 75년만에 폐교[2]

## 참고 자료
- 마정초등학교 - 한국교육학술정보원 학교알리미